# British Comedy Awards 2000

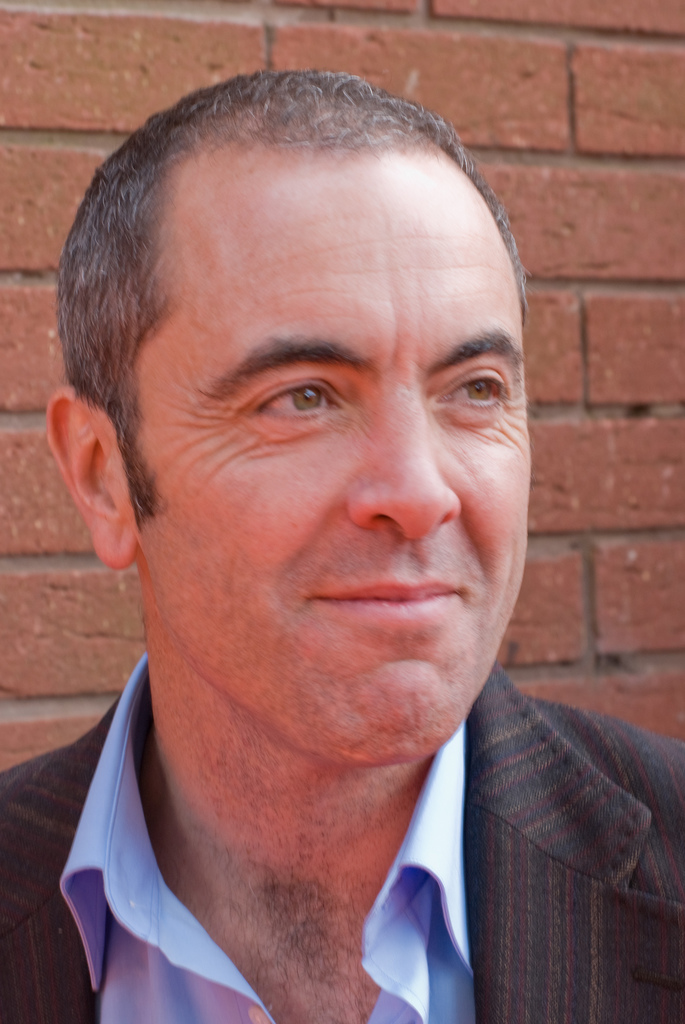
James Nesbitt, najlepszy telewizyjny aktor komediowy

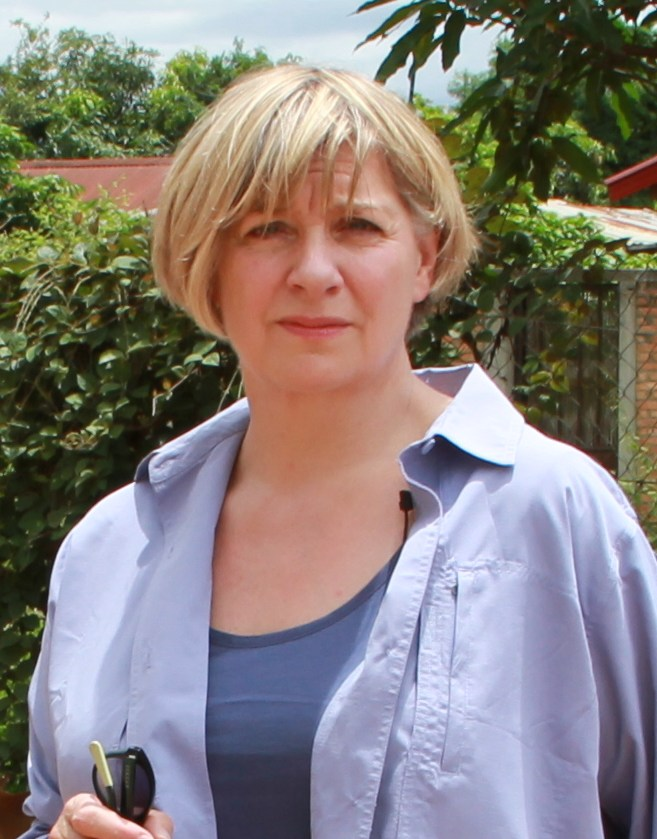
Victoria Wood, najlepsza scenarzystka komediowa

British Comedy Awards 2000 – jedenasta edycja nagród British Comedy Awards. Ceremonia rozdania odbyła się w grudniu 2000, a poprowadził ją tradycyjnie Jonathan Ross. Po raz pierwszy jedna z głównych nagród aktorskich trafiła do gwiazdy komediodramatu, a nie sitcomu - otrzymał ją James Nesbitt za rolę w serialu Cold Feet. Z kolei uznana za najlepszą aktorkę Sue Johnston była już trzecim członkiem obsady sitcomu The Royle Family nagrodzonym w ciągu dwóch lat. 

## Lista laureatów
- Najlepszy telewizyjny aktor komediowy: James Nesbitt
- Najlepsza telewizyjna aktorka komediowa: Sue Johnston
- Najlepsza osobowość w komedii i rozrywce: Graham Norton
- Najlepszy program komediowo-rozrywkowy: Alistair McGowan's Big Impression
- Najlepszy debiut komediowy: Rob Brydon
- Najlepsza nowa komedia telewizyjna: That Peter Kay Thing
- Najlepsza komedia telewizyjna: Dinnerladies
- Najlepszy telewizyjny komediodramat: Cold Feet
- Najlepsza komedia filmowa: Wojny domowe
- Najlepszy zagraniczny program komediowy: Simpsonowie
- Najlepszy stand-up: Sean Lock
- Najlepsza brytyjska komedia: Pastor na obcasach
- Nagroda publiczności: SM:TV Live
- Nagroda za całokształt twórczości: Alan Bennett
- Nagroda Brytyjskiej Gildii Scenarzystów dla najlepszego scenarzysty komediowego: Victoria Wood